# سیارک ۲۶۲۵۹
سیارک ۲۶۲۵۹ (به انگلیسی: 26259 Marzigliano، نام‌گذاری: 1998QK108) ۲۶٫۲۵۹مین سیارک کشف شده است که در ۱۷ اوت ۱۹۹۸ کشف شد.